# Аполло (премия)
Аполло (фр. Prix Apollo) — ежегодная литературная премия, присуждавшаяся с 1972 по 1990 годы за лучший научно-фантастический роман, изданный на французском языке в предшествующий год. Большинство романов-лауреатов были переведёнными с английского языка и ранее изданными в США или Великобритании.

## История создания
Основал премию Жак Садуль (фр. Jacques Sadoul) — французский писатель и составитель нескольких антологий произведений в жанре научной фантастики.
Как пояснял Жак Садуль, название премии дано в честь американской космической программы Аполлон, а конкретно, в честь миссии Аполлон-11:

Таким образом была создана премия Apollo, с названием, данным в честь Apollo 11, который первым доставил человека на Луну; фактически, это имя было выбрано из-за некоторых шансов быть замеченным журналистами.
Оригинальный текст (фр.)C'est ainsi que fut créé le prix Apollo, nom donné officiellement en l'honneur d'Apollo 11 qui, le premier déposa un homme sur la Lune ; en fait, son nom avait été choisi parce qu'il avait quelques chances d'être retenu par les journalistes.

## Состав жюри премии
- Жак Садуль;
- Рене Баржавель (фр. René Barjavel) — писатель, журналист и критик;
- Жак Бержье (фр. Jacques Bergier) — писатель-фантаст, историк, философ, журналист, детектив, инженер;
- Жан-Жак Брошье (фр. Jean-Jacques Brochier) — журналист и редактор;
- Мишель Бютор (фр. Michel Butor) — писатель;
- Мишель Демют (фр. Michel Demuth) — писатель, переводчик, издатель;
- Жак Гуамард (фр. Jacques Goimard) — эссеист и редактор сборников научной фантастики;
- Франсис Лэкэссин (фр. Francis Lacassin) — журналист, издатель, писатель, сценарист и эссеист;
- Мишель Лэнселот (фр. Michel Lancelot) — теле- и радиоведущий;
- Франсуа Ле Лионне (фр. François Le Lionnais) — инженер-химик и математик, основавший объединение УЛИПО;
- Ален Роб-Грийе (фр. Alain Robbe-Grillet) — писатель;

Предложение войти в состав жюри премии также было дано писателям Жерару Клейну и Пьеру Булю, но они отклонили предложение.

## Лауреаты[3]
| Год  | Название (на русском и французском)             | Автор             | Издательство   |
| ---- | ----------------------------------------------- | ----------------- | -------------- |
| 1972 | Остров мёртвых (L'Île des morts)                | Роджер Желязны    | OPTA           |
| 1973 | Всем стоять на Занзибаре (Tous à Zanzibar)      | Джон Браннер      | Robert Laffont |
| 1974 | Железная мечта (Rêve de fer)                    | Норман Спинрад    | OPTA           |
| 1975 | Внедрение (L'Enchâssement)                      | Йен Уотсон        | Calmann-Lévy   |
| 1976 | Ночные крылья (Les Ailes de la nuit)            | Роберт Силверберг | J'ai lu        |
| 1977 | Это дорогое человечество (Cette chère humanité) | Филипп Кюрваль    | Robert Laffont |
| 1978 | Улей Хэллстрома (La Ruche d'Hellstrom)          | Фрэнк Герберт     | Albin Michel   |
| 1979 | Врата (La Grande Porte)                         | Фредерик Пол      | Calmann-Lévy   |
| 1980 | Навязчивость зрения (Persistance de la vision)  | Джон Варли        | Denoël         |
| 1981 | Время можжевельника (Le Temps des genevriers)   | Кейт Вильгельм    | Denoël         |
| 1982 | Король-Идиот (L'Idiot-roi)                      | Скотт Бейкер      | J'ai lu        |
| 1983 | Сфера и Колесо (L'Orbe et la roue)              | Мишель Жери       | Robert Laffont |
| 1984 | Сеятели бездны (Les Semeurs d'abîmes)           | Серж Брюссоло     | Fleuve noir    |
| 1985 | Цитадель Автарха (La Citadelle de l'Autarque)   | Джин Вулф         | Denoël         |
| 1986 | Музыка, звучащая в крови (La Musique du sang)   | Грег Бир          | la Découverte  |
| 1987 | Врата Анубиса (Les Voies d'Anubis)              | Тим Пауэрс        | J'ai lu        |
| 1988 | Ледяная компания (La Compagnie des glaces)      | Жорж-Жан Арно     | Fleuve noir    |
| 1989 | Страна смеха (Le Pays du fou rire)              | Джонатан Кэрролл  | J'ai Lu        |
| 1990 | Аргентина (Argentine)                           | Джоэль Хусейн     | Denoël         |